# Costantino Bernasconi

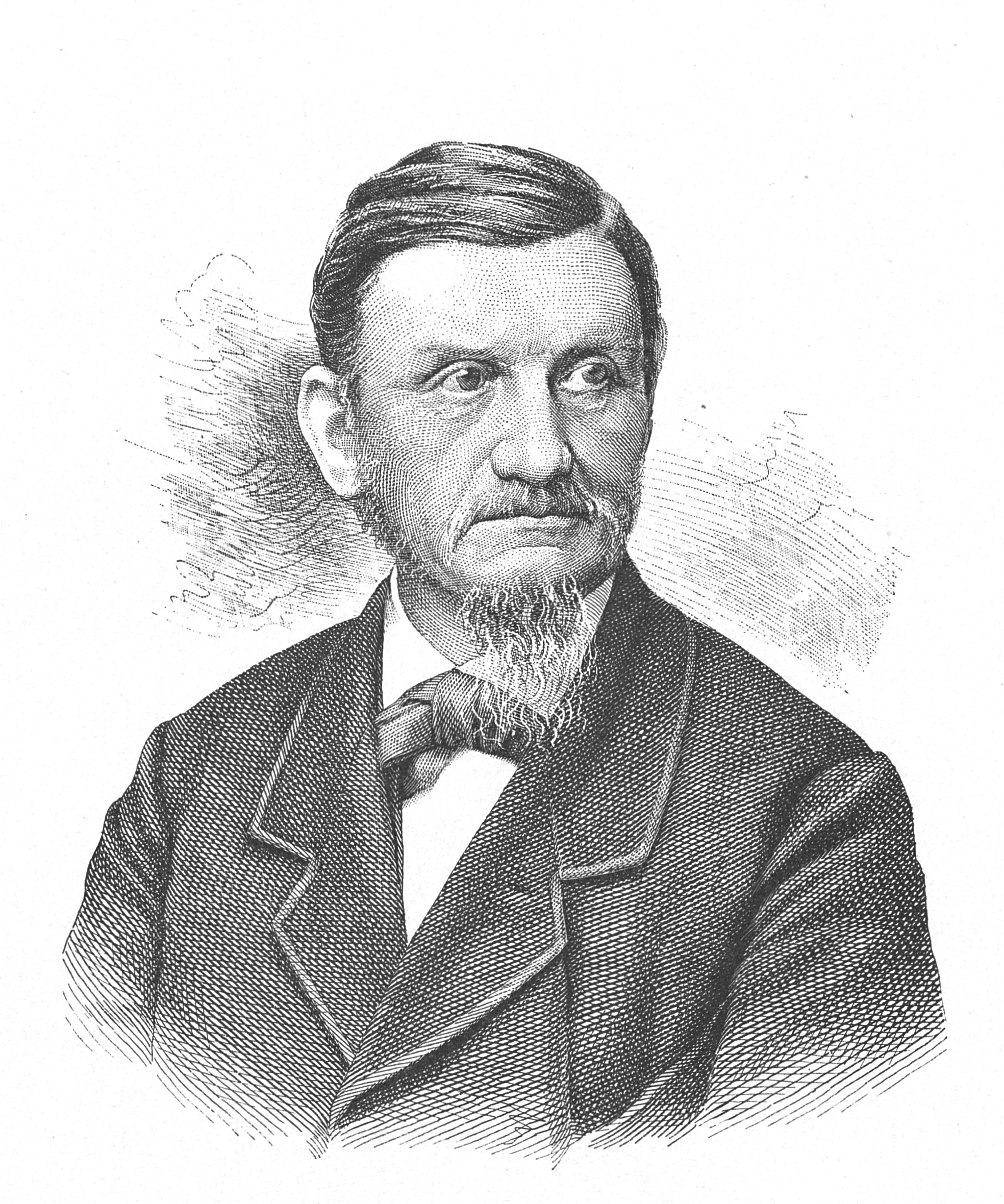
Costantino Bernasconi (1891)

Costantino Bernasconi (* 11. April 1820 in Chiasso; † 20. Juni 1902) war ein Schweizer Politiker, Nationalrat, Ständerat der Tessiner FDP-Radikalen und Oberst der Schweizer Armee.

## Leben
Costantino Bernaconi wurde als Sohn des Grundbesitzers Luigi von Chiasso und der Carolina Nolfi geboren. Er studierte Rechtswissenschaft an der Universität Modena. Nachher kehrte er nach Chiasso zurück, wo er als Rechtsanwalt und Notar arbeitete. Von 1852 bis 1857 war er Gemeindepräsident von Chiasso und blieb bis 1877 im Gemeinderat.
Als Politiker war er Tessiner Grossrat 1853 und 1893–1902 und von 1863–1872 und 1884–1893 Nationalrat, sowie von 1874 bis 1875 Ständerat. Im Herbst 1890 nahm er an der von den Bundesbehörden für den Frieden zwischen den Tessiner Parteien in Bern einberufenen Konferenz teil. Im Jahr 1871 wurde er Oberst der Schweizer Armee.
Mit dem Bildhauer Vincenzo Vela, dem Dichter Giovanni B. Buzzi und Augusto Mordasini war er einer der ersten Verfechter der Feuerbestattung im Kanton Tessin. Er war einer der Konzessionäre der Eisenbahnlinie Chiasso–Lugano–Bellinzona (1856).